# Louis-Joseph Gaultier de la Vérendrye

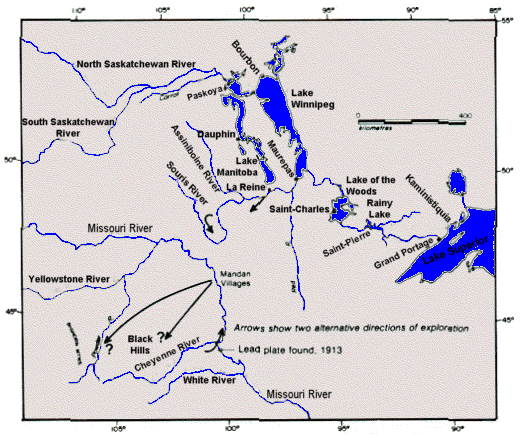
Un mapa que muestra la zona de operaciones de la familia La Vérendrye.

Louis-Joseph Gaultier de La Vérendrye (Quebec, 9 de noviembre de 1717-15 de noviembre de 1761) fue un comerciante de pieles y explorador francocanadiense. Pertenecía a una saga familiar —la familia La Vérendrye, fundada por su padre Pierre La Vérendrye y continuada por sus tres hermanos —que impulsó el comercio de pieles y la exploración al oeste de los Grandes Lagos. Acompañado de uno de sus hermanos y de dos colegas, se cree que fueron los primeros europeos que cruzaron por el norte las Grandes Llanuras y lograron ver las Montañas Rocosas en el actual estado de Wyoming.

## Biografía
Louis-Joseph Verendrye nació en Quebec. Se incorporó a la empresa familiar en 1735, dejando Montreal con su padre y viajando al oeste hasta Fort St. Charles, un puesto comercial emplazado a orillas en el lago de los Bosques. Ayudó en el restablecimiento de Fort Maurepas en 1736 y en la construcción de Fort La Reine en 1738. Desde este puesto de Fort La Reine, ese año de 1738 él y su padre viajaron a visitar a los indios mandan a lo largo del río Misuri en Dakota del Norte. En 1739 y 1740, fue al norte, también desde Fort La Reine y exploró el lago Winnipeg, el lago Manitoba, el lago Winnipegosis y el río Saskatchewan hasta la zona de la actualidad The Pas.

## Partida hasta las Montañas Rocosas
En la temporada 1743-1744, Louis-Joseph pudo haber viajado en dirección suroeste hasta lo que probablemente hoy es el estado de Wyoming y logró avistar las Montañas rocosas. La documentación es escada y podría haber sido otro hermano Vérendrye el que participase en esa partida.

## Comandante de puestos
A finales de 1743, el padre de Louis-Joseph, Pierre La Vérendrye, se vio obligado a renunciar como comandante del puesto del Oeste. El nuevo comandante, Nicolas-Joseph de Noyelles de Fleurimont, contrató los servicios de los hijos de La Vérendrye durante su mandato, que comenzó en 1744. Louis-Joseph fue puesto al mando de tres puestos, siendo el más importante Fort Kaministiquia.
El anciano La Vérendrye volvió a ser nombrado comandante occidental en 1747, mientras que Louis-Joseph volvió a Nueva Francia con Noyelles. Proporcionó servicios tanto a Noyelles como al gobernador Beauharnois mientras esperaba la ocasión de reunirse con su padre en los puestos del oeste. Antes de lograrlo, su padre retornó al este y murió en 1749. Louis-Joseph pasó los siguientes años solucionando los asuntos financieros de su padre, y posteriormente se asoció con Luc de la Corne en el comercio de pieles. Su hermano François era un intérprete de esa compañía.
Su pretensión de que habría alcanzado las cabeceras del río Saskatchewan (Saskatchewan River Forks) en 1749 puede ser falsa.
En 1756, Louis-Joseph obtuvo un mandato de tres años como comandante del puesto del Oeste. Llevó a cabo esta empresa a través de agentes, ya que él estaba personalmente involucrado en asuntos militares durante la Guerra de los Siete Años. Le sucedió como comandante occidental en 1758 Charles-René Dejordy de Villebon. Después de la conquista de Quebec, murió cuando regresaba a Francia cuando su barco, el Auguste, se hundió cerca de cabo Breton.